# أستمير أبازوف
أستمير أبازوف (بالروسية: Астемир Валерьевич Абазов) من مواليد 8 ديسمبر 1996. لاعب كرة قدم روسي، يلعب لنادي كاماز نابريجني تشيلني.